# تشول تشول تشال (تشيلو)
تشول تشول تشال (بالفارسية: چل‌چل چال) هي منطقة سكنية تقع في إيران في قسم تشيلو الريفي. يقدر عدد سكانها بـ 25 نسمة .